# Mauricio Bilbao
Javier Mauricio Bilbao López (Oruro, 27 de octubre de 1999) es un futbolista boliviano. Juega como delantero y su equipo actual es Universitario de Sucre de la Primera División de Bolivia.

## Trayectoria

### San José
Bilbao se formó en la cantera de San José. Luego de grandes sensaciones que dejó en sus partidos en San José "B" fue promovido al primer plantel.
Debutó profesionalmente en 2020 y acabó esa temporada disputando cinco encuentros con la primera plantilla.
El 20 de marzo de 2021 anotó su primer gol con la «V» azulada en la derrota por 1-3 ante Atlético Palmaflor en el Jesús Bermúdez.

## Estadísticas
| Club               | Div.          | Temporada     | Liga  | Liga  | Internacional | Internacional | Total | Total | Total |
| Club               | Div.          | Temporada     | Part. | Goles | Part.         | Goles         | Part. | Goles |       |
| ------------------ | ------------- | ------------- | ----- | ----- | ------------- | ------------- | ----- | ----- | ----- |
| San José · Bolivia | 1.ª           | 2020          | 5     | 0     | —             | —             | 5     | 0     |       |
| San José · Bolivia | 1.ª           | 2021          | 26    | 2     | —             | —             | 26    | 2     |       |
| San José · Bolivia | 1.ª           | Total club    | 31    | 2     | —             | —             | 31    | 2     |       |
| Total carrera      | Total carrera | Total carrera | 31    | 2     | —             | —             | 31    | 2     |       |
| 1.                 |               |               |       |       |               |               |       |       |       |